# Peter Obladen
Peter Paul Obladen (auch Peter von Obladen; * 1717 in Augsburg; † 18. August 1801 ebenda) war ein deutscher römisch-katholischer Geistlicher, Schriftsteller und Übersetzer.

## Leben
Obladens Ausbildung ist unbekannt. Er war Priester und Doktor beider Rechte und wirkte im Augustiner-Chorherren-Stift St. Michael zu den Wengen in Ulm. Er war spätestens 1762 Bibliothekar des Stifts und um 1766 war er dort außerdem Subdekan. Er stand spätestens ab 1763 auch in regelmäßigem Kontakt mit Leopold Mozart und besaß Abschriften von Kompositionen von Wolfgang Amadeus Mozart.
Obladen trat wohl aus dem Orden aus und ließ sich wieder in seiner Heimatstadt nieder. 1772 wurde er Apostolischer Protonotar, zudem war er Benefiziat und Domchorvikar am Augsburger Dom. Er wirkte als Bibliothekar an der fürstbischöflichen Hofbibliothek in Augsburg und wurde Kanoniker des Kollegiatstifts St. Peter am Perlach. 1787 stand er im Verdacht, den Illuminaten anzugehören. Er trat neben wenigen eigenen Schriften insbesondere als Übersetzer in Erscheinung.

## Werke (Auswahl)

### Eigene Schriften (Auswahl)
- Das bey dem Heiligen Grab Christi, in denen zwey letzten Tagen der Charwochen Wachende Menschen-Herz, Wohler, Augsburg 1750.
- Trauer und Leich Rede auf Franciscum I. römischen Kaiser, Wohler, Ulm 1765.
- Neues christkatholisches Beth- und Lehrbuch nach den sichersten Regeln einer wahren und vernünftigen Andacht, Rieger, Augsburg 1771.
- Christliches Krank- und Sterbebuch, Augsburg 1774.

### Übersetzungen (Auswahl)
- Francesco Bassanini: Die Einsame Klosterfrau: Betrachtet in drey Ständen, Rieger, Augsburg 1748.
- Liborio Siniscalchi: Des Ehrwürdigen Vatters Liborius Siniscalchi der Gesellschafft Jesu Priestern vollkommene Wissenschafft des ewigen Heyls das ist: Zehentägige Exercitien nach der geistreichen Anleitung des grossen Patriarchen Ignatii für alle Ständ, Rieger, Augsburg 1753 (5. vermehrte Auflage, Veith, Augsburg 1773).
- Pietro Metastasio: Geistliche Schaubühne, Rieger, Augsburg 1753 (2. Auflage 1766):
  - Die heldenmüthige Judith, oder das errettete Bethulien
  - Joas ein König der Juden (auch als Einzeldruck in deutsch-italienisch 1773)
  - Helena, die heilige Kaiserinn auf dem Calvarieberge
  - Isaak, ein Vorbild des Erlösers
  -  Kain, der Brudermörder Abels
  - Der von seinen Brüdern erkannte Joseph
- Louis-Antoine Caraccioli: Die rufende Stimme der Wahrheit, Rieger, Augsburg 1767.
- Lodovico Antonio Muratori: Gedanken über die Abschaffung des Bettelns und Verpflegung der Armen , Mauracher, Augsburg 1780.